# Marco Vaccina
Marco Vaccina, o Baccina (Afragola, 25 aprile 1620 – Afragola, 26 agosto 1671) è stato un vescovo cattolico italiano, dal 15 settembre 1664 alla sua morte vescovo di Trevico.

## Biografia
Nacque ad Afragola da Pietro Vaccina e da Angela Cerrone.
Frequentata la scuola elementare nel paese natale, si trasferì a Napoli, dove frequentò corsi di lingua latina, greca ed ebraica. Inoltre si dedicò anche a studi di teologia, filosofia e matematica.

### Formazione e ministero sacerdotale
Dopo gli studi di lettere fu ordinato presbitero il 1º aprile 1645.
Nel 1663, inoltre, visitò e soggiornò a Roma per perfezionare gli studi ricevuti.

### Ministero episcopale
Il 15 settembre 1664 fu nominato vescovo di Trevico, succedendo al frate celestino Donato Pascasio, e ricevette la consacrazione episcopale il 28 settembre dello stesso anno dal cardinale Benedetto Odescalchi.
Durante il suo episcopato si dedicò soprattutto al sostegno dei poveri, degli ammalati e dei diritti della Chiesa.

### Morte
Tuttavia, gravemente ammalato, Vaccina tornò ad Afragola, dove morì nel 1671.
Appresa la notizia della sua morte, fu celebrato nella cattedrale di Trevico, con un'orazione funebre, un solenne funerale e furono poste delle iscrizioni in suo onore.

## Genealogia episcopale
La genealogia episcopale è:
- Arcivescovo Filippo Archinto
- Papa Pio IV
- Cardinale Giovanni Antonio Serbelloni
- Cardinale Carlo Borromeo
- Cardinale Ottavio Paravicini
- Cardinale Giambattista Leni
- Cardinale Giulio Roma
- Arcivescovo Martino Alfieri
- Cardinale Francesco Maria Machiavelli
- Papa Innocenzo XI
- Vescovo Marco Vaccina